# Las mañanas de RNE
Las mañanas de RNE es el programa matinal de Radio Nacional de España, dirigido y presentado por Josep Cuní que se emite en Radio Nacional entre las 6:00h y las 10:00h. En Radio Exterior, a las 04:00h y las 06:00h UTC
Sustituyó a El día menos pensado de Manolo H.H., programa emitido durante la temporada 2012-2013. El programa comenzó en septiembre de 2013, tras la entrada del nuevo equipo directivo en RNE, encabezado por Alfonso Nasarre, y con el objetivo de mejorar la audiencia de la radio pública, la cual había disminuido notablemente en la anterior temporada.
Según datos del Estudio general de medios (EGM) de julio de 2017, la audiencia era de 925.000 oyentes diarios. En el EGM de abril de 2020, la audiencia llega hasta los 997.000 oyentes diarios.
Desde la temporada 2013/14 hasta la temporada 2017/18, el programa estaba presentado durante toda la mañana por Alfredo Menéndez.
En la temporada 2018/19, cada uno de los tramos (actualidad y entretenimiento) eran presentados por Íñigo Alfonso (tramo llamado España a las 6, 7, 8 y 9) y Alfredo Menéndez, respectivamente.
A final de la temporada 2018/19, Alfredo Menéndez abandona el programa, y el tramo de entretenimiento (llamado De pe a pa) pasa a ser presentado por Pepa Fernández a partir de la temporada 2019/20.
Durante 6 temporadas hasta 2024 fue presentado por Íñigo Alfonso, año en que fue sustituido por Josep Cuní, que lo dejó en julio de 2025 .

## Estructura
Las mañanas de RNE  se emite de las 06:00 a las 13:00, distinguiéndose dos secciones bien diferenciadas. Por un lado, el tramo de actualidad (desde las 06:00 a las 10:00), dirigido y presentado por Josep Cuní. 
Por otra parte, desde las 10:00 y hasta la finalización del programa, está el tramo de entretenimiento (denominado A media mañana), dirigido y presentado por Samanta Villar y Carlos Santos, donde hay entrevistas y se tratan temas de cultura, sociales, música, ciencia, etc.

## Equipo deLas mañanas de RNE
- Dirección y presentación: Josep Cuní
- Subdirectora: Mamen Asencio.
- Coordinadora de producción: Mónica Sainz.
- Productoras: Mar del Val y Toni Muñoz.
- Editores de informativos: Iratxe Llanera y Miguel Ángel Pérez Suárez.
- Redacción de informativos: Alma Navarro.
- Redacción de programas: Javier Capitán, Ramón Arangüena, Maribel Sánchez de Haro, Loreto Souto, Inmaculada Palomares, Lucía Sancho, Paloma Rodríguez, Raquel M. Alonso, María Torres, Laura Belenguer.
- Realización: Pedro Jurado.
- Equipo técnico: Raúl Duque, Juan Carlos Gómez, Javier Garrido y José Entique Martín.[8]

## Tertulianos
Los periodistas que han colaborado en este espacio radiofónico son, entre otros:
- Alfonso Rojo (Periodista Digital)
- Carmen Morodo (La Razón).
- Casimiro García-Abadillo (El Mundo).
- Curri Valenzuela (ABC).
- Esther Esteban (El Mundo).
- Fermín Bocos (Cadena SER).
- Fernando Garea (El País).
- Fernando Jáuregui (El Mundo).
- Graciano Palomo (EFE).
- Jorge Bustos (El Mundo).
- José Mª Brunet (La Vanguardia).
- Justino Sinova (El Mundo).
- Manuel Erice (ABC).
- Miguel Ángel Gozalo (Cadena COPE).
- Paulino Guerra (Europa Press)
- Raimundo Castro (El Periódico).
- Tonia Etxarri (El Correo).